# 琉璃河大桥
39°36′14″N 116°01′45″E / 39.604026°N 116.029031°E
琉璃河大桥，也称琉璃河石桥，位于中华人民共和国北京市房山区琉璃河镇琉璃河街北侧的琉璃河上，是一座明代的石桥，在北京的石桥中规模仅次于卢沟桥。该桥在明清两代均有维修，中华人民共和国成立后一度作为公路桥使用。该桥全长165.5米，宽10.3米，高8米，共有11个桥孔。2013年，琉璃河大桥被列为全国重点文物保护单位。

## 历史
琉璃河镇曾经是今北京与南方的交通必经之地，但此处地势低洼，四周山洪很容易汇聚于此，修建的木桥因此经常被冲毁。辽代和金代曾在此处建有桥梁，但后来毁于战乱。元朝初年曾有官员为在此处修桥而上书:102-103。明朝永乐十六年（1418年），明成祖下诏在琉璃河镇修建一座石桥，即琉璃河大桥:195。桥梁初建时，石桥由北向南第三孔西侧建有一根名为“镇桥梁”的铁梁，长约10米，粗0.5米左右，斜靠于桥身上，起到镇河的作用:105。嘉靖十八年（1539年）该大桥曾有重修，嘉靖二十五年（1546年）完工:557。因大桥所处位置低洼，每到夏天还是会被河水淹没，为此嘉靖四十年（1561年）大桥南北两侧修筑了一条路堤，堤高4米，宽19.8米，长2千米。该路堤被当地人称为“五里长街”:196，总计耗资8万两白银:493。隆庆三年（1569年）编写的良乡县志将琉璃河大桥称为“燕谷长虹”，并列入“良乡八景”之中。万历二十八年（1600年），大桥再次得以重修:106-107，相关事迹在桥头立有碑文:190。清朝光绪十六年（1890年），琉璃河河水泛滥，琉璃河大桥桥面被冲毁数十米，对此清政府专门派遣官员监督修缮:288。
中华人民共和国成立后，该桥作为京石公路的路桥使用:288。1958年，镇桥梁在大炼钢铁中被用气焊割断后吊走熔毁:189。1959年桥面上加铺了柏油路面。1966年京石公路改建，琉璃河大桥的的桥基河桥身得以维修:288。文化大革命期间，桥头明代万历年间树立的修桥碑被砸毁，残碑被弃置于附近的草丛中:190。1984年5月24日，琉璃河大桥被公布为北京市文物保护单位:557，同年其保护范围被划定河建设控制地带得以划定，保护范围即为大桥本身:288。1999年，在琉璃河大桥西侧修建的钢筋混凝土结构的公路桥正式竣工，琉璃河大桥不再承担运输职能:109。2001年6月至9月，琉璃河大桥全面维修，柏油路面被全部清除，栏杆和望柱得到修补，开裂的桥拱得到修复，同时检测了桥墩下沉的情况。2012年，有媒体发现琉璃河大桥的望柱和石栏板上被喷涂了大量的广告。同年4月有网友发现北京市文物局官方网站上将琉璃河大桥的桥孔数错写成9个，5月16日，时任北京市文物局局长孔繁峙责令有关工作人员将数据更正。2013年，琉璃河大桥被列为全国重点文物保护单位。

## 结构
琉璃河大桥为一座南北向石桥，在北京的石桥中规模仅次于卢沟桥:492。该桥全长165.5米，宽10.3米，高约8米。桥墩底部为石墩台，上方为桥墩:288。全桥共有11个桥孔，每个拱券中间均雕刻有兽头。正中间桥拱的规模最大:557，两侧的桥孔依次减小。桥梁两端原本建有牌坊，分别写有“玄恩”、“咸济”:296，现仅剩底座。桥面两侧共建有88对望柱和178块栏板，每块栏板长1.65米，宽0.8米，厚0.28米:105，均雕刻有海棠线等纹饰:196。西侧由南向北第34根望柱的西南方向刻有“石匠三千名”的记录:288。